# SV Milsbeek
SV Milsbeek (Sport Vereniging Milsbeek) is een door fusie ontstane omnisportvereniging uit Milsbeek, Limburg, Nederland. De club telt een korf- en voetbalafdeling. De fusie vond in 1998 plaats tussen korfbalvereniging SPES en voetbalvereniging RKVV Milsbeek, hierbij is de oprichtingsdatum 28 juni 1928 van de voetbalclub aangehouden. De clubkleuren zijn rood-zwart. Het tenue bestaat uit een rood-zwart verticaal gestreepte shirt, zwarte broek en rode sokken met bovenaan een zwarte rand.

## Korfbalafdeling

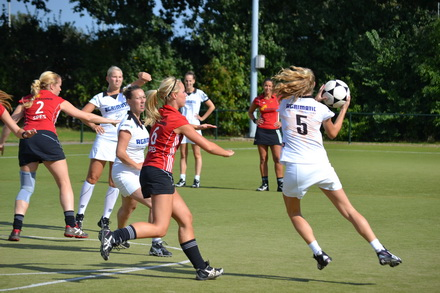
SPES (rood) tegen Swift in 2012

De korfbalvereniging SPES (Sport Plezier En Spel) (opgericht op 18 juni 1966) werd meerdere malen landskampioen dameskorfbal, zowel op het veld als in de zaal. Ook na de fusie komt de afdeling in de competitie uit onder de naam SPES. SPES is een vrouwenkorfbalvereniging.
De naam SPES is bedacht door Albert Friebel, toenmalig onderwijzer in Milsbeek, met de volgende betekenissen: 'SPort En Spel' en verwijzing naar het Latijnse woord 'spes', dat 'hoop' betekent, verwijzend naar 'de jeugd als hoop voor de toekomst'.
SPES telt een vijftal seniorenteams. Dames-1 speelt in de hoogste vrouwenkorfbal klasse. De jeugdafdeling van SPES is ook succesvol en leidt veel speelsters op voor het eerste team. In de winterperiode speelt SPES haar thuiswedstrijden in sporthal Heuvelland in Groesbeek.
In 2021 werd voor de hoogste jeugdteams een samenwerking aangegaan met DKV VIOS uit Ottersum.

### Erelijst
- Veldkampioen: 1995, 1996, 1997, 1999, 2001, 2002, 2003, 2005, 2010, 2011
- Zaalkampioen: 2001, 2002, 2003, 2004, 2010, 2013, 2014
- Bekerwinnaar: 1996, 1997, 2000, 2003, 2005, 2011, 2013

## Voetbalafdeling
De voetbalvereniging RKVV Milsbeek werd op 28 juni 1928 opgericht als Bloemenstraatse voetbalvereniging (BVV). Hierna ging men verder als OVV (Ottersumse voetbalvereniging) en bij de stichting van een eigen parochie werd de naam in 1930 veranderd in RKVV Juliana. Op last van de Duitse bezetter mochten clubs geen namen voeren die naar het Nederlandse Koninklijk huis verwijzen en werd de naam in 1940 RKVV Milsbeek.
De voetbalafdeling telt naast het eerste seniorenelftal nog een vijftal seniorenteams alsook een damesteam. Verder heeft de voetbalafdeling van SV Milsbeek een bloeiende jeugdafdeling. Meest bekende (prof)voetballer die zijn voetbalopleiding begon bij SV Milsbeek is Robin Janssen.
SV Milsbeek speelt de huiswedstrijden op "Sportpark De Zwarteweg", gelegen aan de voet van het Reichswald. Op zaterdagen speelt de jeugd, op zondagen de seniorenteams.
Standaardelftal
Het standaardelftal beleefde sportief gezien hoogtijdagen in de jaren 60. Toen kwam men voor het eerst in de 3e klasse terecht. Daarna gleed de club af tot de kelder van het amateurvoetbal: toen nog de 3e klasse onderafdeling. Vanaf midden jaren negentig is de voetbalafdeling van de club langzaam doch gestaag weer opgeklommen naar de 3e klasse KNVB. Uitkomende in die 3e klasse werd promotie naar de 2e klasse nipt misgelopen. In 2007 werd net naast het kampioenschap gegrepen. In 2010 degradeerde Milsbeek naar de 4e klasse en nadat de club al een paar jaar dicht bij promotie was, werd Milsbeek in 2016 kampioen en promoveerde naar de Derde klasse waar het was ingedeeld in 3B van het KNVB-district Oost. In het seizoen 2017/18 komt het weer uit in de Vierde klasse (4G) van Zuid-II.

### Competitieresultaten 1954–2018
| 4 4H |

| 5 4H |

| 11 4G |

| 12 4G |

|  |

|  |

|  |

|  |

|  |

| 4 4A |

| 4 4? |

| 1 4H |

| 8 3D |

| 10 3D |

| 5 3D |

| 3 3D |

| 4 3D |

| 9 3D |

| 2 3D |

| 12 3D |

| 4 4H |

| 9 4H |

| 8 4H |

| 12 4H |

|  |

|  |

|  |

|  |

|  |

|  |

|  |

|  |

|  |

|  |

|  |

|  |

|  |

|  |

|  |

|  |

|  |

|  |

|  |

| 3 5D |

| 1 4H |

| 7 3D |

| 6 3D |

| 6 3D |

| 9 3D |

| 1 4G |

| 8 3D |

| 1 3D |

| 5 2H |

| 3 2H |

| 2 2H |

| 10 2H |

| 12 3D |

| 6 4H |

| 2 4G |

| 2 4H |

| 1 4G |

| 5 4G |

| 1 4G |

| 13 3D |

| 11 4G |

| - 4H |

| Tweede klasse | Derde klasse | Vierde klasse | Vijfde klasse |

2014: de beslissingswedstrijd op 8 mei om het klassekampioenschap in 4G werd bij Juliana Mill met 1-3 (na verlenging) verloren van RKSV Volkel.
In elke staaf van de grafiek staat van boven naar beneden vermeld: 
- Eindnotering

Dit is de positie die de club heeft bereikt in de competitie, zonder eventuele beslissings-, play-off- of nacompetitiewedstrijden die nodig zijn geweest om bijvoorbeeld de kampioen van de competitie te bepalen.
Indien een * achter het getal staat is de notering een tussenstand en kan het zijn dat de notering niet overeenkomt met de uiteindelijke eindstand van de competitie.
Staat er een - dan is het seizoen nog bezig en is er geen definitieve uitslag bekend.
Staat er xx op de positie van de notering, dan heeft de club vroegtijdig de competitie verlaten. Dit kan onder andere komen door terugtrekking van het team, faillissement van de club of door een uitgedeelde straf van de KNVB. In veel gevallen staat elders in het artikel de reden vermeld.
Staat er een ? dan is het resultaat uit het verleden onbekend, en is alleen de competitie of het niveau bekend van dat seizoen.
In de seizoenen 2019/20 en 2020/21 werd wegens de coronacrisis het amateurvoetbal afgebroken. Daardoor kennen deze staven geen eindklassering (middels -- weergegeven).
- Competitieniveau en afdelingsletter of Officiële eindstand Eredivisie
  - Competitieniveau en afdelingsletter

Hierbij geeft het getal het niveau weer, dat ook terug te vinden is in de legenda. De letter is de afdelingsaanduiding en wordt gebruikt wanneer er meer afdelingen zijn op hetzelfde niveau. De afdelingsletter is altijd een hoofdletter en wordt meestal zonder nummer gebruikt.
Voorbeeld: 2F is niveau 2e klasse competitie F.
Het competitieniveau en nummer wordt niet vermeld wanneer er slechts één competitie van dit niveau was.
  - Officiële eindstand Eredivisie (getal staat tussen haakjes vermeld)

Sinds de introductie van play-offwedstrijden voor Europees voetbal na afloop van de reguliere competitie in 2005/06, is de KNVB verplicht een eindstand van de Eredivisie door te geven aan de UEFA aan de hand van deze play-offwedstrijden.
Bij deze eindstand staan clubs die zich hebben gekwalificeerd voor Europees voetbal hoger dan clubs die zich niet wisten te kwalificeren. Indien er geen verschil was tussen de eindnotering en de officiële eindstand, staat dit getal niet vermeld.

- Onderafdeling

Hier staat afgekort de naam van de onderafdeling indien de club in dat jaar in een onderafdeling uitkwam. Tevens staat deze afkorting in de legenda en wordt gelinkt naar het artikel over deze onderafdeling. Deze afkorting wordt alleen vermeld wanneer de club in het verleden in verschillende onderafdelingen heeft gespeeld. Deze vermelding is in de staaf altijd in kleine letters. Deze onderafdelingen zijn na het seizoen 1995/96 afgeschaft. Heeft de club in slechts één onderafdeling gespeeld, dan is dit alleen terug te vinden in de legenda.
Onder de staaf staat het jaartal vermeld waarin het seizoen is afgesloten. 15 verwijst naar het seizoen 2014/15 of eventueel het seizoen 1914/15.
Wanneer een staaf leeg is, zijn deze gegevens niet bekend. Het kan ook zijn dat de club dat seizoen niet heeft meegespeeld op het hogere amateurniveau, vroegtijdig de competitie heeft verlaten of uit de competitie is gezet.

In het seizoen 1944/45 was er wegens de Tweede Wereldoorlog geen regulier competitievoetbal.
VV Achates · VV Heijen · SV Milsbeek · Vitesse '08